# Elman R. Service
Elman R. Service (Tecumseh, Míchigan, 18 de mayo de 1915 - † Santa Bárbara, California, 14 de noviembre de 1996), antropólogo estadounidense destacado por sus estudios de las sociedades aplicadas al conocimiento histórico. 

## Biografía
Nació el 18 de mayo de 1915 en Tecumseh, Míchigan. Participó en el Batallón Lincoln que luchó al lado de la República en la guerra civil española. Estudió primero en la Universidad de Míchigan donde obtuvo su licenciatura en 1941 y después de combatir en la II Guerra Mundial se doctoró en Antropología en la Universidad de Columbia en 1951. Fue profesor de estas dos universidades y finalmente de la Universidad de California.
Tras trabajar en Paraguay, en 1954 publicó Tobati: Paraguayan Town. Estudió las culturas nativas de América Latina y el Caribe y se especializó en el tema de la evolución cultural, el liderazgo y el surgimiento del Estado. Trabajó conjuntamente con Marshall Sahlins, sobre Evolución y Cultura. En 1966 publicó The Hunters ("Los cazadores (libro)"), una investigación sobre las sociedades de caza y recolección sobrevivientes.

## Clasificación antropológica de las sociedades
Para Elman Service hay cuatro grandes tipos de sociedades, de menor a mayor complejidad: banda, tribu, jefatura y Estado. Reestructura un sistema ya creado por Morgan, que divide la sociedad en tres etapas (salvajismo, barbarie y civilización) y más tarde aceptado por Vere Gordon Childe. 
Los cuatro modelos:
1. Las Bandas: grupos cazadores-recolectores de economía depredadora. Eran nómadas, obligados por las circunstancias, ya que la comida se les acababa, instándoles a la itinerancia. Viven de la caza, pesca y recolección, habitando campamentos estacionales. Vemos una gran homogeneidad, sin apenas diferencias sociales, con una distribución de los recursos igualitaria e inexistencia de la propiedad privada. Esto ha llevado a hablar de un comunismo primigenio. Este tipo de sociedad se relaciona con el Paleolítico.
2. Las Tribus: ya hablamos de grupos agricultores y ganaderos que dejan el nomadismo y la itinerancia en favor de la sedentarización. Surge una economía de producción, el almacenamiento y la creación de aldeas. En el Próximo Oriente, en la zona del creciente fértil, los viejos campamentos desaparecen, surgiendo los tells, superposición de pueblos pequeños. La organización social sigue siendo más o menos igualitaria, aunque surgen los linajes y al frente un cabecilla. Más tarde, Sahlins habla de un modo de producción basado en la unidad familiar, una pequeña autarquía. Esta sociedad se relacionaría con el Neolítico.
3. Las Jefaturas: aparece un nuevo modelo social basado en la yuxtaposición ricos-pobres. La actividad económica se intensifica tratando de conseguir una riqueza colectiva para redestribuirla (impuestos) y aparecen los especialistas. Otra consecuencia será la invención del arado y la técnica del regadío. Al frente de estas sociedades se encontrarán unos gestores, en un principio elegidos, que más tarde se convertirán en una "mafia" que convertirá el cargo en hereditario. Con la búsqueda de una producción más satisfactoria, se empiezan a disputar las tierras, institucionalizándose la guerra. Esta sociedad correspondería a la Edad de los Metales.
4. Los Estados: también llamados Altas civilizaciones. Aparecen los 3 sectores: primario, secundario y terciario. Con la complejidad social y su jerarquización se inventa la escritura al servicio del control administrativo, cada vez más burocrático. Ahora ya se habla de una sociedad bastante desigual, sociedad de clases. La autoridad estatal está apoyada en un cuerpo represivo (policía o ejército). En este momento podemos hablar de pueblos históricos.

## Obras en castellano
- 1973: Los cazadores (libro). Barcelona: Labor, tercera edición 1984. ISBN 84-335-5734-3
- 1973: Evolución y cultura. México: Pax.
- 1984: Los orígenes del Estado y de la civilización. El proceso de evolución cultural. Madrid: Alianza Editorial. ISBN 84-206-8083-4